# Jazerina
A jazerina, também conhecida como jazerão,  consistia num tipo de malha metálica, semelhante à cota de malha, embora mais fina e justa, uma vez que, apesar de também ser confeccionada em ferro ou aço, servia-se de elos metálicos de dimensões mais modestas. 

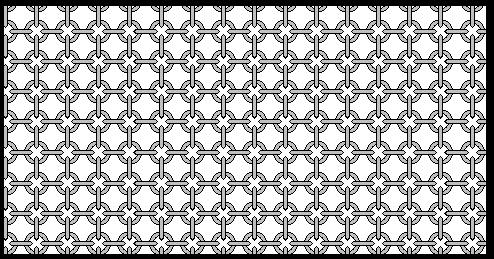
Exemplo de padrão de malha jazerina

A malha jazerina era empregue na confecção de peças de armadura medieval, com efeito, embora fosse amiúde usada nas peças que visavam a protecção do tronco, também há registo do seu uso em peças que cobriam as coxas, como fraldas e saiotes de malha e ainda em peças que cobriam a cabeça, como almofres e coifas de malha.

## Etimologia
O substantivo «jazerão» entra no português pelo francês medieval jazerant. Este étimo, por sua vez, remonta ao provençal jazeran, o qual, por seu turno, provém do étimo árabe jazairi que significa «originário de Argel».
O substantivo «jazerina», entra no português por via do árabe-hispânico e provém directamente do sobredito étimo árabe jazairi.

## Abonações históricas
No testamento do bacharel João Calaça, pertencente à Ordem Dominicana, de 1503, consta a seguinte passagem alusiva à jazerina:
| “ | Joam Rodriguez morador em Evora que foy armeyro me tem huma faldra [sic] e hum bocetes de malha jazerina a qual lhe dei para ma ter limpa mando que lha pessam” | ” |

No inventário do 5.º Duque de Bragança, D. Teodósio I, de 1564 a 1567, o item 3478 inclui uma fralda de malha jazerina:
| “ | Hũa fralda de malha Jazerina que foi do Duque que tem humas argolas de prata E dous bocetes do mesmo theor E hum gorjal que tem tella E humas bragas de ferrete /fl. 378v./935 de Frandes que foram do Duque Dom James E huma manga aberta E duas Lunas foi tudo aualiado em dezanoue mil reis tirando as Lunas que tem Joam Gomes Vieira | ” |